# Ebenfurth
Ebenfurth är en stadskommun i Österrike. Den ligger i distriktet Wiener Neustadt-Land i förbundslandet Niederösterreich, 37 kilometer söder om huvudstaden Wien. Kommunen har 3 134 invånare (2024).
Kommunen består av tre orter (Ortschaften) (inom parentes invånarantal 1 januari 2024):
- Ebenfurth (2 447)
- Großmittel (11)
- Haschendorf (676)